# Messor instabilis
Messor instabilis är en myrart som först beskrevs av Smith 1858.  Messor instabilis ingår i släktet Messor och familjen myror. Inga underarter finns listade i Catalogue of Life.